# Dägerlen
Dägerlen is een gemeente en plaats in het Zwitserse kanton Zürich, en maakt deel uit van het district Winterthur.
Dägerlen telt 961 inwoners.